# Classe Kaiser (1911)
Pour les autres classes de navires du même nom, voir Classe Kaiser.
La classe Kaiser fut une classe de cinq cuirassés de type Dreadnought construite au début du XXe siècle pour la Kaiserliche Marine.
Les navires de cette classe ont servi pendant la Première Guerre mondiale.

## Conception
Ce fut la troisième classe de cuirassés Dreadnought de la Marine impériale allemande construite juste avant la Première Guerre mondiale, mais la première à être équipée de moteurs à turbines et de tourelles modernes. Le calibre des batteries principales de 305 mm étaient déjà en dessous que celui des cuirassés britanniques de classe Orion de 343 mm.

## Histoire
Ces cinq navires servirent en mer du Nord. Quatre participèrent à la Bataille du Jutland en mer Baltique ; le SMS König Albert était encore en cale sèche. Ils participèrent aussi à l'Opération Albion sous le commandement de l'amiral Wilhelm Souchon.
À la fin de la guerre, les cinq navires furent internés à la base navale britannique de Scapa Flow. Le 21 juin 1919, ils ont été sabordés sous les ordres du vice-amiral allemand Ludwig von Reuter pour éviter d'être saisis par la Royal Navy. Entre 1929 et 1937 ils furent renfloués pour être mis au rebut.

## Les unités de la classe Kaiser
| Classe Kaiser            | Classe Kaiser          | Classe Kaiser    | Classe Kaiser    | Classe Kaiser   | Classe Kaiser                      | Classe Kaiser |
| Nom                      | Chantier naval         | Mise en chantier | Lancement        | Mise en service | Fin                                | Photo         |
| ------------------------ | ---------------------- | ---------------- | ---------------- | --------------- | ---------------------------------- | ------------- |
| SMS Kaiser               | Kaiserliche Werft Kiel | décembre 1909    | 22 mars 1911     | 1er août 1912   | sabordé le 21 juin 1919 Scapa Flow |               |
| SMS Friedrich der Große  | AG Vulcan Stettin      | 26 janvier 1910  | 10 juin 1911     | 15 octobre 1912 | sabordé le 21 juin 1919 Scapa Flow |               |
| SMS Kaiserin             | Howaldstwerke Kiel     | juillet 1910     | 11 novembre 1911 | 14 mai 1913     | sabordé le 21 juin 1919 Scapa Flow |               |
| SMS Prinzregent Luitpold | Arsenal Germania Kiel  | octobre 1910     | 17 février 1912  | 19 août 1913    | sabordé le 21 juin 1919 Scapa Flow |               |
| SMS König Albert         | Schichau Dantzig       | 17 juillet 1910  | 27 avril 1912    | 31 juillet 1913 | sabordé le 21 juin 1919 Scapa Flow |               |

### Sources
- (en) Cet article est partiellement ou en totalité issu de l’article de Wikipédia en anglais intitulé « Kaiser-class battleship » (voir la liste des auteurs).